# Yi bu zhi yao
Yi bu zhi yao (Chinees: 一步之遥; internationale titel: Gone with the Bullets) is een Chinees-Hongkongse film uit 2014 onder regie van Jiang Wen. De film nam deel aan het Internationaal filmfestival van Berlijn in de competitie voor de Gouden en Zilveren Beer.

## Verhaal
De film speelt zich af in Shanghai, jaren 1920. Ma Zouri is een ex-aristocraat die professioneel oplichter geworden is. Hij speelt onder een hoedje met de politieagent 'Bruni' Xiang Feitan. In opdracht van de onverzadigbare playboy Wu-Seven wassen ze geld op grote schaal wit. Hun talrijke activiteiten omvatten onder andere een schoonheidswedstrijd waarbij de gezamenlijke elite van de stad wordt uitgenodigd. De verrassende overwinning van een buitenstaander zet een keten van gebeurtenissen in beweging die uiteindelijk escaleert tot een dodelijke maalstroom.

## Rolverdeling
| Acteur     | Personage     |
| ---------- | ------------- |
| Jiang Wen  | Ma Zouri      |
| Ge You     | Xiang Feitian |
| Zhou Yun   | Wu Six        |
| Shu Qi     | Wanyan Ying   |
| Hung Huang | Leraar Qi     |
| Wen Zhang  | Wu Seven      |